# Nojim Maiyegun
Nojim Maiyegun, né le 17 février 1941 à Lagos et mort le 26 août 2024 à Vienne, est un  boxeur nigérian, premier médaillé olympique de l'histoire du Nigeria, à l'occasion des Jeux Olympiques de Tokyo 1964.

## Biographie
Maiyegun est né le 17 ou le 21 février 1941, sur Glover Street, à Lagos Island. 
Son rapport à la boxe débute en 1957 par une rencontre avec le caïd de son quartier : « J'avais 16 ans quand j'ai entendu parler de boxe pour la première fois. Ça a  commencé quand j'allais chercher de l'eau à Bamgbose [Street] à Lagos. Il y avait un garçon à l'époque qui intimidait tout le monde dès qu'il arrivait à la fontaine publique ; il me battait beaucoup à l'époque ». Ayant appris que ce garçon était un boxeur aguerri, il cherche l'aide de Bonny Ade, qui l'entraîne secrètement pendant six mois, jusqu'à ce qu'il soit capable de le battre. Par la suite, il améliore ses « techniques brutes » en continuant de combattre dans la rue. 
Doté d'une solide gauche, Maiyegun s'inspire des exploits des boxeurs nigérians qui l'ont précédé comme Dick Tiger et Hogan Bassey. 

### Carrière
Aux Jeux olympiques d'été de 1964, il remporte la médaille de bronze, après avoir été battu en demi-finale par le Français Joseph Gonzales. Cette médaille est la première médaille olympique du Nigeria. Deux ans plus tard, Maiyegun remporte une nouvelle médaille de bronze aux jeux du Commonwealth de 1966. Au Nigeria, toutes ses médailles lui sont dérobées. S'il porte le vol à la connaissance du ministère des Sports, il ne s'en plaint jamais, insistant sur le fait que se faire « un nom est plus important que l'or ou l'argent ». En 1971, il quitte le Nigeria pour l'Autriche afin de débuter une carrière de boxeur professionnel (en) en Europe. En deux ans, il devient célèbre dans toute l'Autriche pour sa férocité sur le ring. Les caricatures des journaux autrichiens de l'époque le représentent avec des points en forme de pistolets. À partir de 1973, il commence à perdre la vision du fait de sa pratique de la boxe. Cela ne l'empêche pas de prendre part aux championnats du monde de 1973, au cours desquels il perd aux points face à l'Italien Domenico Tiberia (it). Cette défaite marque la fin de sa carrière professionnelle. 

### Vie après la boxe
En Autriche, Maiyegun survit en travaillant comme technicien de surface ou concierge. Il s'acquitte difficilement de ces tâches en raison de sa condition physique, qui se dégrade. Son histoire n'est pas sans rappeler celles de ses compatriotes Jerry Okorodudu (en) et Jonathan Dele, morts après des années de difficultés financières et sanitaires. En 1989, il reçoit cependant une récompense sous la forme d'une plaque du chef de l'État nigérian Ibrahim Babangida. Comme ses autres trophées, cet objet lui est dérobé. En 2012, il est porté à la connaissance du public que Maiyegun est devenu totalement aveugle. 

### Mort
Il meurt le 26 août 2024 à Vienne après des mois de maladie. La nouvelle de sa mort est confirmée le jour même par une publication émouvante de sa conjointe autrichienne Rudolfine F. Soultan sur Facebook. Le ministre nigérian du Développement des sports, John Owan Enoh (en), lui rend un hommage appuyé : « Nous avons perdu le premier médaillé olympique du Nigéria, Nojim Maiyegun, décédé à l’âge de 85 ans. Sa contribution en 1964 a été une victoire pour tous les Nigérians. Son héritage en tant que pionnier de l’excellence sportive nigériane ne sera jamais oublié. ». 